# Diocese de Ratisbona
A Diocese de Ratisbona ou Diocese de Regensburgo (em latim: Dioecesis Ratisbonensis) é um território eclesiástico da Igreja Católica Romana sediado em Regensburgo, na Alemanha. Seu distrito cobre partes do nordeste da Baviera e é subordinado à Arquidiocese de Munique e Frisinga. A diocese conta com 1,176 milhões de católicos, 67,8% da população. O atual bispo é Rudolf Voderholzer e a igreja catedral é Igreja de São Pedro em Ratisbona. A diocese está dividida em oito regiões, com 631 paróquias.

## História
A diocese foi fundada em 739 por São Bonifácio e estava originalmente subordinada ao arcebispo de Salzburgo. Pelo "Reichsdeputationshauptschluss" de 1803, o bispado foi incorporado pelo recém-criado arcebispado de Ratisbona.